# 브레이크댄스

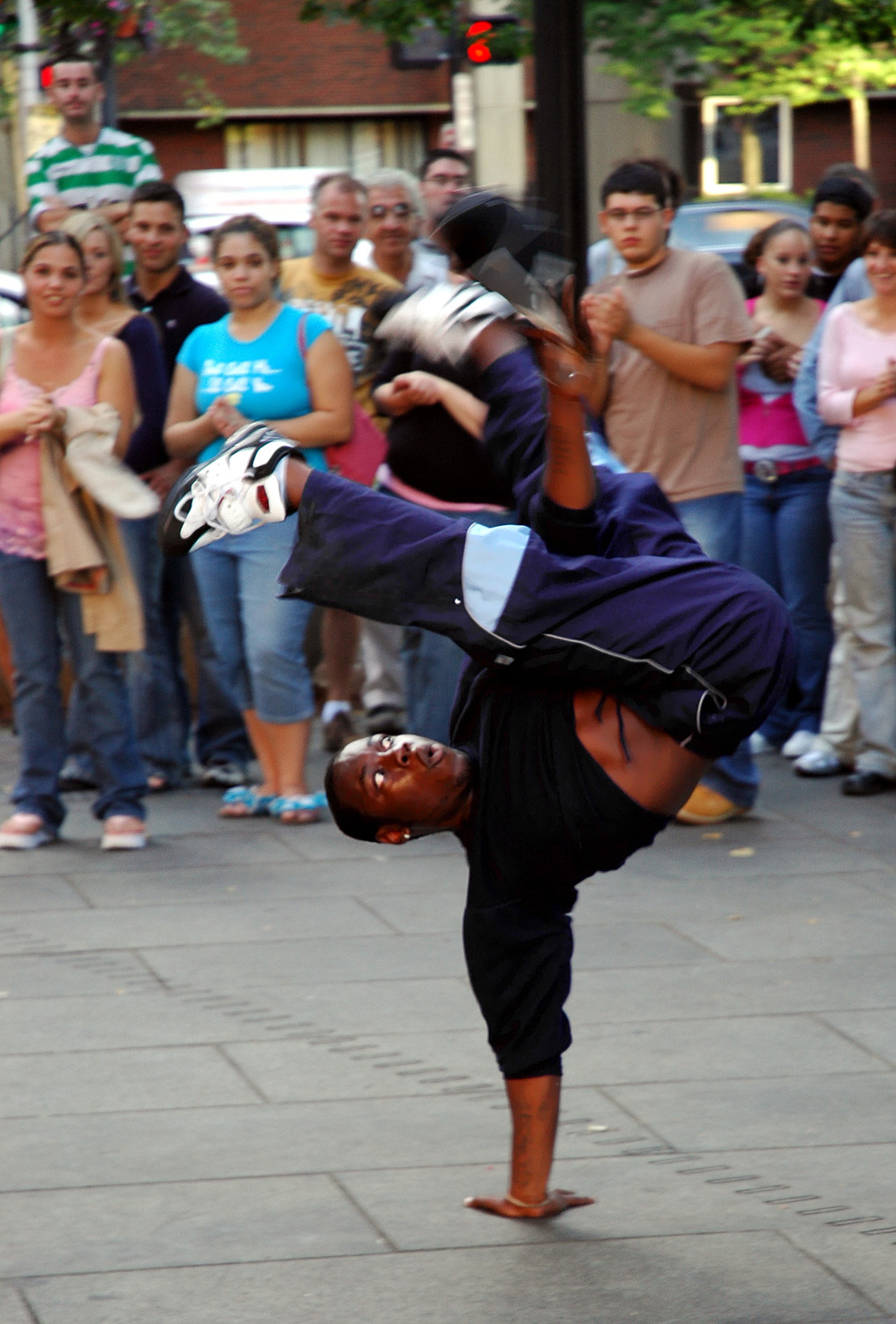
미국 보스턴의 한 브레이크댄서

브레이크댄스(breakdance), 브레이크댄싱(breakdancing), 브레이킹(breaking), 비보잉(b-boying), 비걸링(b-girling)은 뉴욕 브롱크스의 아프리카계 미국인과 푸에르토리코인이 시작한 스트리트댄스 스타일이다. 2018년 하계 청소년 올림픽에서 정식종목으로 채택되면서 스포츠 대회에서의 종목으로서는 브레이킹(breaking)이라는 명칭을 사용하기도 한다. 2022년 아시안 게임과 2024년 하계 올림픽의 정식종목으로 채택되었다.

## 역사
1970년대 초 미국 뉴욕 브롱크스의 클럽들에서 자메이카 출신인 DJ kool herc가 음악의 break부분, 즉 가사가 없이 비트만 나오는 부분을 강조하기 시작하고, 그 break time에 등장해서 춤을 추는 댄서들을 break-boy, 즉 b-boy라고 칭하게 되었다. 첫 번째 비보이로 알려진 사람은 bboy spy이며 브레이킹의 기초(파운데이션)가 되는 기술들(six step, swipes, cc 등)이 그때에 개발되었다. 소수의 댄서들을 통해 전해 내려오던 이 신선한 춤은 락스테이디 크루(Rock steady crew), 뉴욕 시티 브레이커즈(newyork city breakers)등의 차세대 비보이들이 더욱 세련되게 가다듬었다. 이후 80년대에 들어 언론의 집중적인 관심을 받게 되면서 전 세계적으로 많은 사람들을 매료시켰다. 언론의 관심을 받게 된 후부터는 종주국인 미국을 비롯해 프랑스, 독일, 일본 등의 젊은이들이 적극적으로 받아들이면서 국제적인 문화로 성장했다.

## 브레이크댄스의 구조
브레이크댄스는 기본적으로 4개의 영역으로 나뉜다.

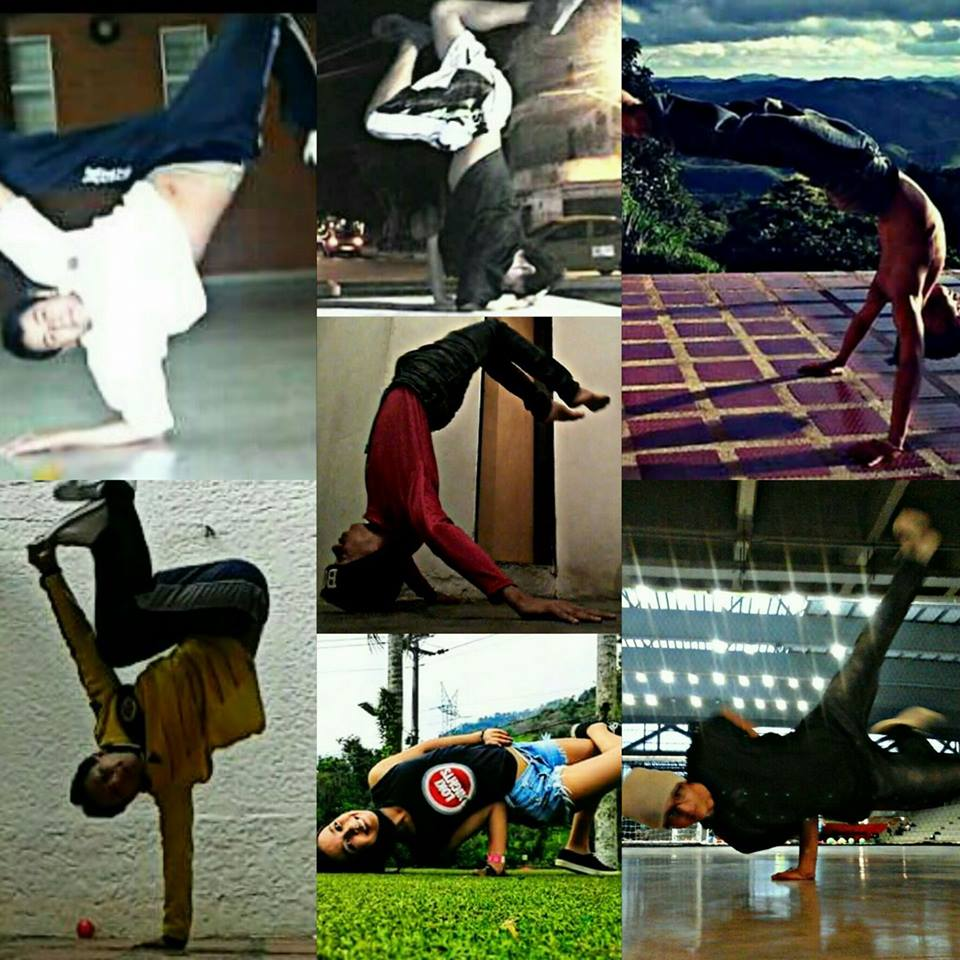
브레이크댄스

### 탑락(Toprock)
탑락은 서있는 상태에서 비트에 맞춰 스텝을 밟아주는 것이다. 인디언 스텝, 2-스텝 등의 기술에서 자신만의 스텝을 만들어내서 자신만의 스타일을 만들어 내는 것이다. 모든 비보이, 비걸들이 자신만의 스타일을 가지고 있으며, 남에게 자신만의 스타일을 가르치기란 어려운 일이다. *고다운 : 탑d
락상태에서 다운락(풋워크)상태로 가는 동작이다.

### 다운락(Downrock)
풋워크(Footwork)라고도 잘 알려져 있으며, 바닥에 손을 대고 스텝을 밟는 영역이다. 대표적인 것으로 6-스텝이 있다. *고업 : 고다운과 반대로 풋워크상태에서 탑락상태로 가는 동작이다.

### 파워무브(Powermove)
파워무브는 가장 격렬한 영역으로 브레이킹에 대해 떠올릴 때 가장 먼저 떠오르는 부분이라 할 수 있다. 파워무브는 원심력을 이용하는 것이 특징이며, 토마스, 윈드밀, 에어트랙 등이 있다. 파워무브들은 체조나 무술에서 쓰이는 기술들을 브레이킹에 어울리게 바꾼것들이 대부분이다.

### 프리즈(Freeze)
프리즈는 어원 그대로 순간적으로 멈추는 동작이다. 베이비 프리즈나 나이키 프리즈가 대표적이다.

## 유명 크루

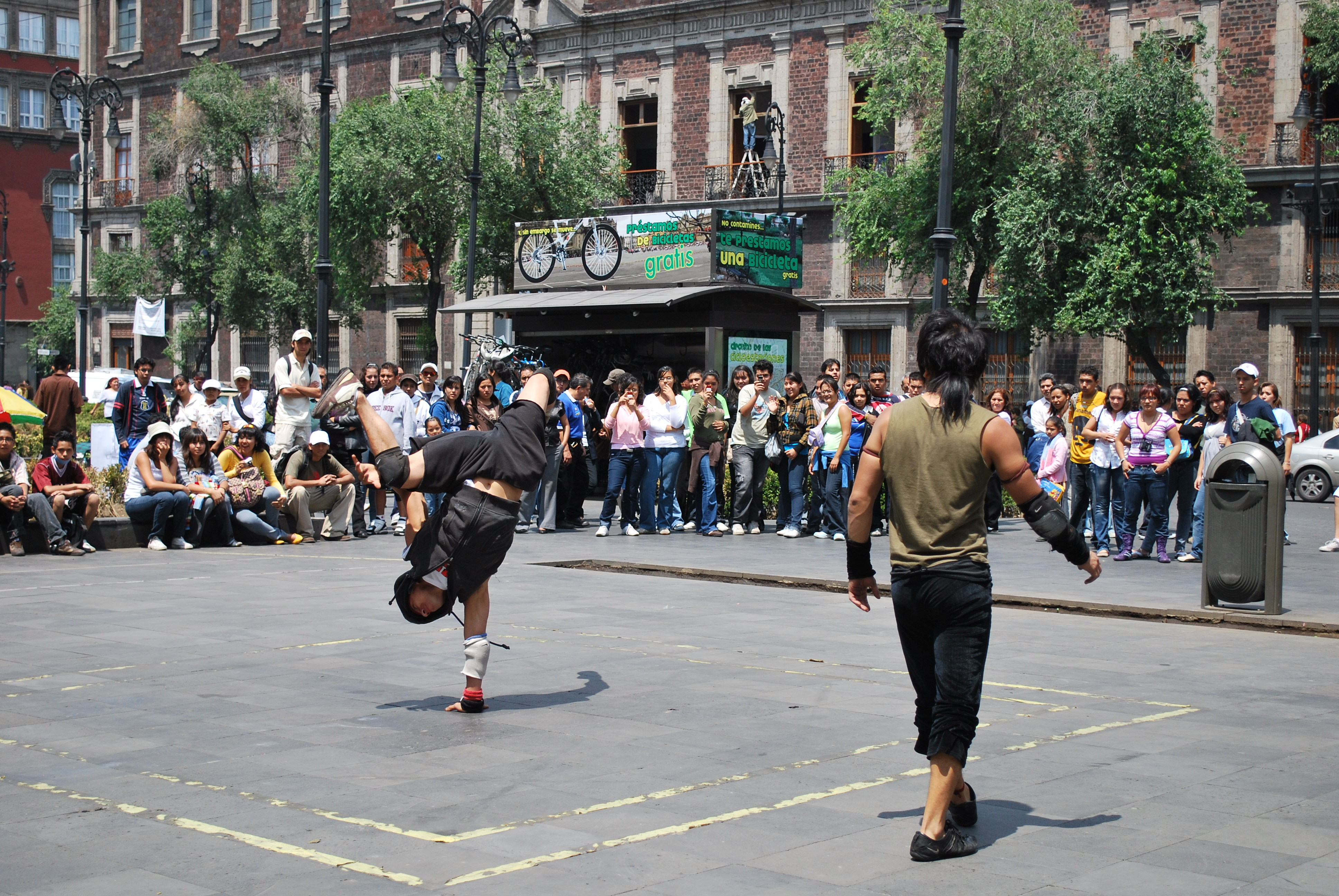
멕시코 시내 한 길거리에서 청년들이 비보잉을 하는 모습, 2009년 5월 사진.

### 미국
- 락 스테이디 크루(Rock Steady Crew)
- 뉴욕 시티 브레이커즈(Newyork city breakerz)
- 매시브 몽키즈(Massive Monkeys)
- 써클 오브 파이어(Circle of Fire)
- 그라운드 제로(Ground Zero)
- 스킬 메더즈(Skill methodz)
- 스타일 엘러먼츠(Style elements)
- 락 포스 크루(Rock Force Crew)
- 줄루 킹즈(Zulu kingz)
- 부기 브랫(Boogie Brat)

### 유럽
- 플라잉 스텝스(Flying Steps) 독일
- 배틀 스쿼드(Battle Squad) 독일
- 내츄럴 이펙트(Natural Effect) 덴마크
- 아딕토스(Addictos) 스페인
- 베가본드(Vagabond) 프랑스
- 오비씨(OBC) 러시아

### 아시아
- 진조 크루(Jinjo Crew) 한국
- 퓨전엠씨(fusion mc) 한국
- 엠비크루(MB Crew) 한국
- 티아이피(T.I.P CREW) 한국
- 라스트 포 원(Last For One) 한국
- 드리프터즈 DRIFTERZ 한국
- 겜블러 크루(Gambler Crew) 한국
- 리버스(Rivers) 한국
- 소울번즈 (Soulburnz) 한국
- 익스프레션(Expression) 한국
- 플로우엑셀(Flowxl) 한국
- 익스트림(Extreme) 한국
- 모닝 오브 오울(Morning of Owl) 한국
- 프로젝트 소울(Project Soul) 한국
- 브레이크 엠비션(Break Ambition) 한국
- 아이 러브 풋웍(I Love Footwork) 일본
- 이치게키(Ichigeki) 일본
- 오샤레크루(Oshare crew) 한국
- 싸이퍼 슬레이어즈 (Cypher slayerz) 한국
- 세컨드 플레이스 (Second place) 한국
- 브레이크포인츠 (Break Points) 한국

### 기타
- 쓰나미 올스타즈(Tsunami Allstarz) 브라질
- 탑 나인(Top 9) 러시아
- 올 더 모스트(All the most) 러시아